# HMS Campbeltown (F86)
La fregata lanciamissili HMS Campbeltown della classe Type 22 è una unità della Royal Navy ritirata dal servizio attivo nel 2011.
La nave appartiene al Batch 3 (lotto 3) che ha visto un incremento dell'armamento rispetto ai lotti precedenti, con un nuovo cannone Vickers 114mm/55, per la difesa antiaerea di punto, un CIWS Goalkeeper e otto missili Harpoon in due lanciatori quadrupli, che le conferisce capacità multiruolo.
La nave, contraddistinta dal pennant number F86, è stata costruita nei cantieri Cammell Laird (Shipbuilders) Ltd, è stata impostata il 4 dicembre 1985, varata il 7 ottobre 1987, accettata in servizio il 24 febbraio 1989, entrata in servizio il 27 maggio 1989,  per un costo complessivo di £161,970 000.

## Servizio

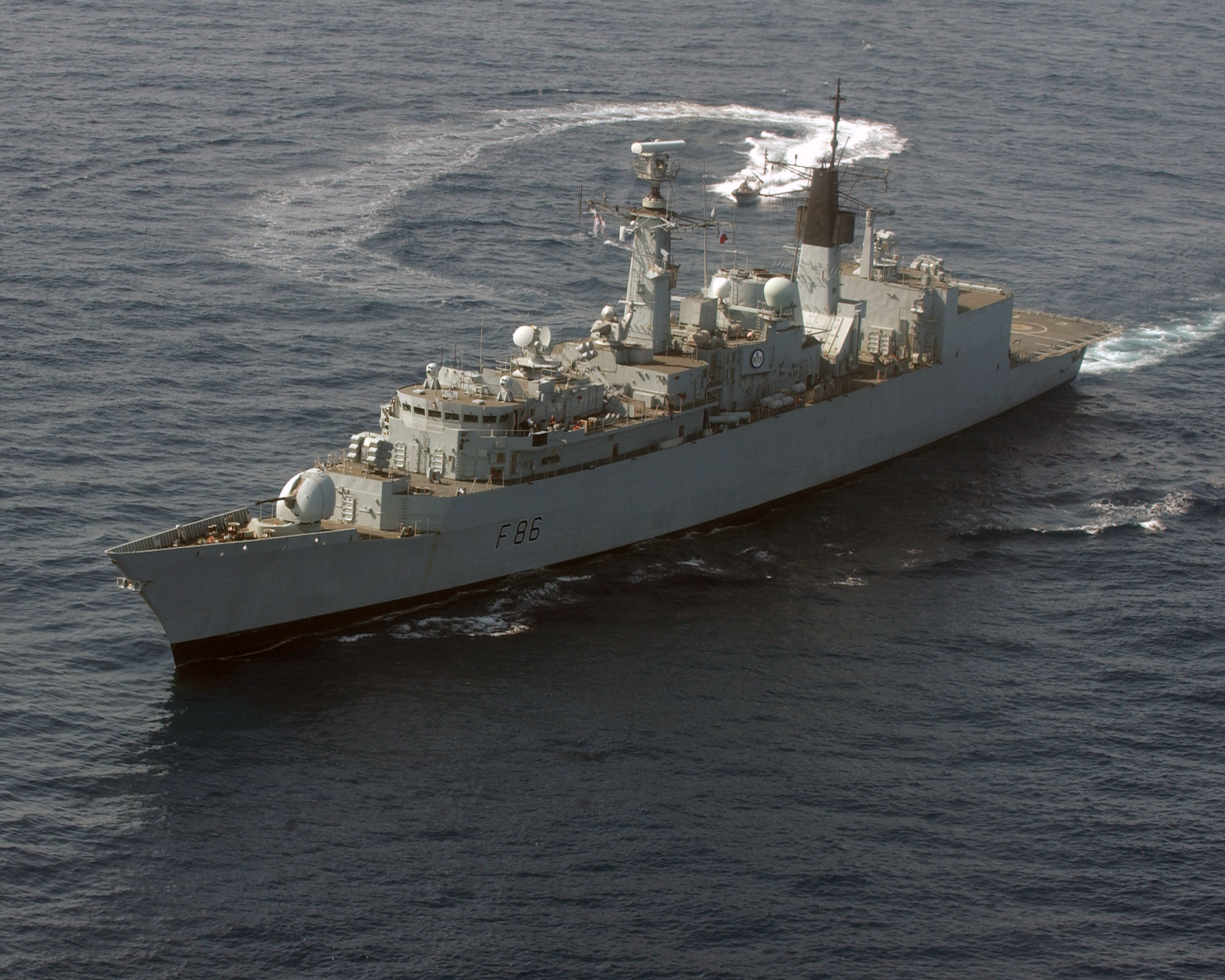
La Campbeltown durante una esercitazione nel Mar Rosso insieme al suo elicottero Westland Lynx.

La nave è stata impegnata nel 2007-2008, durante la operazione Telic, la parte britannica della seconda guerra del golfo.
Il nome della nave è stato preso dalla precedente HMS Campbeltown (I42), un cacciatorpediniere della classe Town che venne sacrificato durante il raid di Saint-Nazaire della seconda guerra mondiale. La sua campana fu quella prestata dalla cittadina di Campbeltown, in Pennsylvania, alla quale venne restituita alla radiazione della nave. La campana costruita per questa nave invece è stata affidata al museo della cittadina di Campbeltown, nel Kintyre, in attesa di essere utilizzata sulla prossima nave che porterà questo nome.